# Marlon Mustapha
Suliman-Marlon Mustapha (* 24. Mai 2001 in Wien) ist ein österreichischer Fußballspieler.

## Karriere

### Verein
Mustapha begann seine Karriere beim Nußdorfer AC. Zur Saison 2016/17 wechselte er zum SC Red Star Penzing. Zur Saison 2017/18 rückte er in den Kader der ersten Mannschaft von Penzing. Für Red Star kam er bis zur Winterpause zu 15 Einsätzen in der fünftklassigen 2. Landesliga, in der er neun Tore erzielte. Im Jänner 2018 wechselte der Angreifer in die Akademie des FC Red Bull Salzburg. Zur Saison 2018/19 wechselte er nach Deutschland in die Jugend des 1. FSV Mainz 05. Zur Saison 2020/21 rückte er in den Profikader der Mainzer. Für die Profis absolvierte er in seiner ersten Spielzeit allerdings kein Spiel, für die Reserve der Mainzer absolvierte er in jener Saison 25 Partien in der Regionalliga, in denen er sieben Tore erzielte.
Zur Saison 2021/22 kehrte er leihweise nach Österreich zurück und wechselte zum Bundesligisten FC Admira Wacker Mödling. Sein Debüt in der Bundesliga gab er im Juli 2021, als er am ersten Spieltag jener Saison gegen die WSG Tirol in der Startelf stand. Bis zum Ende der Leihe kam er zu 27 Bundesligaeinsätzen, in denen er sechsmal traf. Mit der Admira stieg er zu Saisonende allerdings aus der höchsten Spielklasse ab.
Mustapha kehrte danach zu Mainz 05 zurück und absolvierte die Vorbereitung zur Bundesligasaison 2022/23 mit der Profimannschaft. Er debütierte schließlich in der deutschen Bundesliga am ersten Spieltag beim 2:1-Auswärtssieg beim VfL Bochum als Einwechselspieler; bis Mitte September 2022 kam er in insgesamt fünf Bundesligaspielen zum Einsatz. Wegen einer langwierigen Oberschenkelverletzung fiel er bis Mitte März 2023 aus. Insgesamt kam er für Mainz 05 zu sechs Bundesligaeinsätzen.
Zur Saison 2023/24 schloss er sich dem italienischen Zweitligisten Como 1907 an. In Como konnte er sich aber nicht durchsetzen, in der Hinrunde absolvierte er nur sieben Kurzeinsätzen in der Serie B. Im Jänner 2024 kehrte Mustapha daraufhin leihweise nach Deutschland zurück und schloss sich dem Zweitligisten Fortuna Düsseldorf an. Während der Leihe kam er zu zehn Einsätzen in der 2. Bundesliga, in denen er zweimal traf. Auch in der folgenden Saison wurde er ins deutsche Unterhaus zur SpVgg Greuther Fürth verliehen. Für Fürth kam er zu zehn Zweitligaeinsätzen, ehe die Leihe im Februar 2025 abgebrochen wurde. Im Anschluss daran kehrte Mustapha nach Österreich zurück und wechselte leihweise für eineinhalb Jahre zu Bundesligist SCR Altach.

### Nationalmannschaft
Mustapha debütierte im Oktober 2018 gegen die Schweiz für die österreichische U-18-Auswahl. Im Oktober 2019 spielte er gegen Wales erstmals im U-19-Team. Im Oktober 2021 kam er gegen Estland zu seinem Debüt in der U-21-Mannschaft.